# Aleksandrov, Rusia
Alexandrov (ru. Александров) este un oraș din Regiunea Vladimir, Federația Rusă și are o populație de 64.824 locuitori.